# كود السلامة (المفاعل النووي)

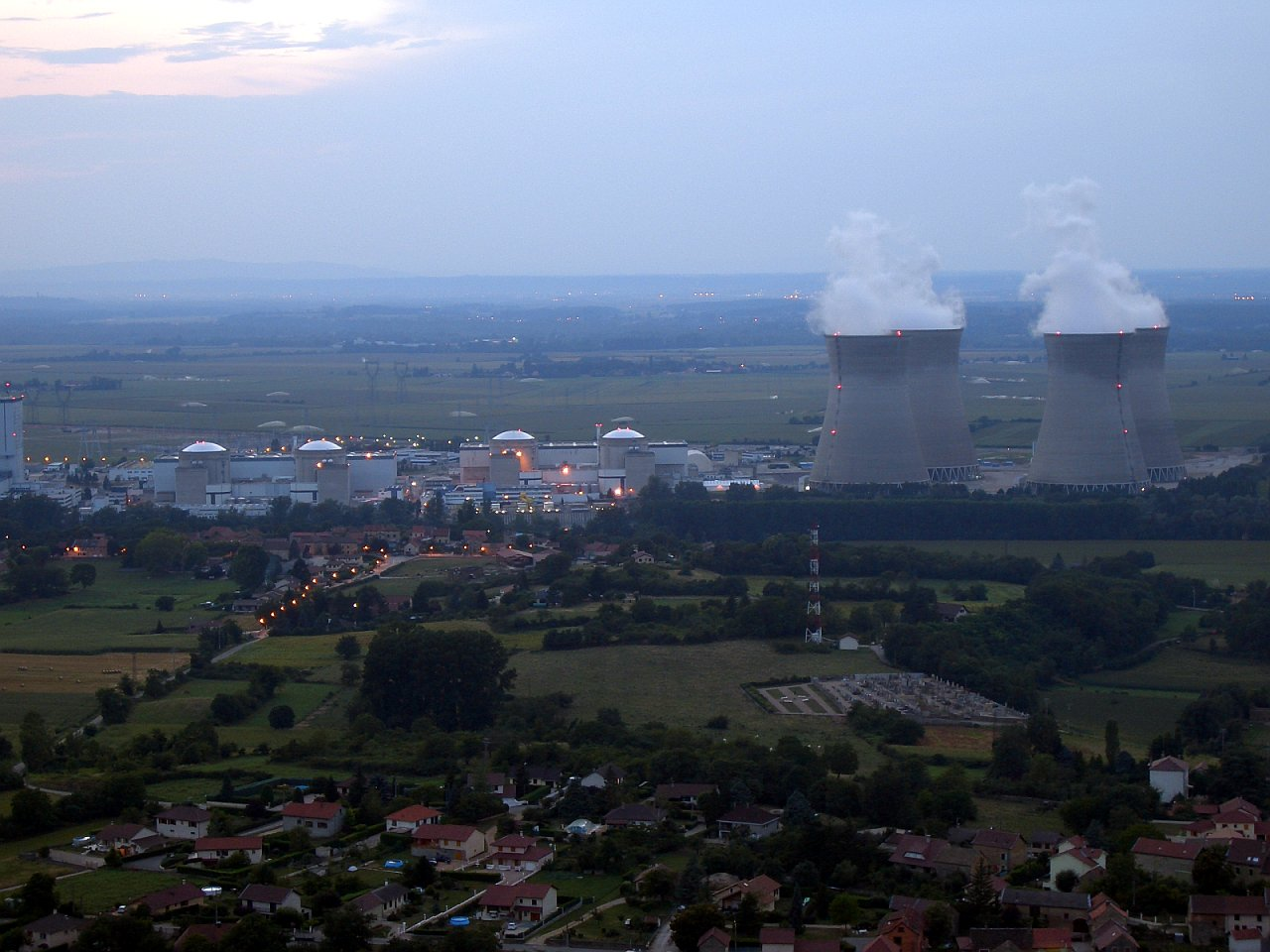
محطة طاقة نووية (محطة بوجيي) وانبعاث بخار الماء من التوربينات البخارية

محطة طاقة نووية (محطة كاتينوم) وانبعاث بخار الماء من التوربينات البخارية

كود السلامة (المفاعل النوي) في عمل المفاعلات النووية يعد رمز السلامة وهو عبارة عن برنامج كمبيوتر يستخدم لتحليل سلامة المفاعل أو لمحاكاة حالات الحوادث المحتملة.

## انظر ايضاً
- نظام سلامة المفاعلات النووية
- الأمن والسلامة النووي

## وصلات خارجية
- لعبة محطة الطاقة النووية - Web-based simple nuclear power plant game
- Uranium.Info موقع لبيع اليورانيوم .
- Information about all NPP in the world - معلومات حول جميع محطات الطاقة النووية في العالم
- U.S. plants and operators - المحطات والمشغلين في الولايات المتحدة
- مركز البحوث النووية بلجيكا - SCK.CEN Belgian Nuclear Research Centre in Mol.
- Civil Liability for Nuclear Damage - الجمعية النووية العالمية